# Episodi di Los Americans
La prima stagione della serie televisiva Los Americans è stata trasmessa negli Stati Uniti dal 27 marzo 2011 al 2 agosto 2011.
| nº | Titolo originale            | Prima TV USA  |
| -- | --------------------------- | ------------- |
| 1  | Happy Birthday              | 27 marzo 2011 |
| 2  | Fish and House Guests       |               |
| 3  | The Legacy                  |               |
| 4  | Family Heirloom             |               |
| 5  | Lead Us Not Unto Temptation |               |
| 6  | Secrets                     |               |
| 7  | The Truth Hurts             |               |
| 8  | Going to Mexico             | 2 agosto 2011 |

## Happy Birthday

### Trama
L'idilliaco mondo suburbano di Leandro Valenzuela (o "Lee" come preferisce essere chiamato) viene scosso mentre cerca di non perdere il lavoro, di trattare con l'alcolismo di sua madre e tre nuovi ospiti - il cugino Memo, che non vede da trent'anni, la moglie di lui priva di documenti ed il loro figlio sovrappeso. Scritto da Richard Cummings Jr.

## Fish and House Guests

### Trama
I Valenzuela cercano di adattarsi a una casa piena di bizzarri parenti che vivono con loro, con il crescente problema di Lucia con l'alcol e la lotta di Lee con la prospettiva di una futura disoccupazione e perdita di reddito. Pilar, la moglie di Memo priva di documenti, sorprende Lee con la sua generosità.

## The Legacy

### Trama
Memo ottiene un lavoro prima che Lee ci riesca, provocando una celebrazione che finirà male con i genitori. Lucia beve troppo e sviene; Jennifer, diciassettenne, invita per una festa alcuni ragazzi che la fanno bere troppo e perdere conoscenza, lasciandola vulnerabile... a qualunque cosa i ragazzi vogliano fare.

## Family Heirloom

### Trama
Lee, Alma, Memo e Pilar trovano un'inconscia Jennifer nelle mani dei ragazzi che ha fatto entrare in casa. Lee e Alma si arrabbiano con lei per averli invitati ed aver bevuto fino a svenire, ma sono furiosi con Lucia per essersi ubriacata tanto da restare incosciente e lasciare i bambini incustoditi. Si imparano lezioni difficili sui problemi che l'alcolismo ha sempre creato alla famiglia Valenzuela.

## Lead Us Not Unto Temptation

### Trama
Quando Lee aiuta la bella nuova vicina Victoria a far partire la sua auto, un pacchetto regalo con biscotti al cioccolato innesca una catena di sensi di colpa, inganni, bugie, gelosia ed ipocrisia. Il tutto si rivelerà alquanto banale quando Lee e Alma scoprono che l'amica quindicenne di Paul (JC Gonzalez), Ariel, è incinta. Ma niente di tutto ciò è paragonabile a quello che provano quando Paul (JC Gonzalez) li colpisce con una rivelazione su di sé.

## The Truth Hurts

### Trama
Nel tentativo di proteggere Ariel dalla madre violenta, i Valenzuela prendono in casa un altro ospite. Ciò non impedisce alla madre di Ariel di sfidare Alma, portandole ad uno scontro fisico in piena vista dei vicini. Lee conosce Jack, il marito di Victoria, il quale ha un problema nell'accettare che Lee aiuti sua moglie, con il numero di persone che vivono nella casa dei Valenzuela e con i disordini che tutte quelle persone sembrano creare nel loro tranquillo quartiere.

## Going to Mexico

### Trama
Mentre tutti si preoccupano delle sfide che la gravidanza di Ariel presenta alla famiglia, Lee ha finalmente trovato il lavoro dei suoi sogni. Le cose vanno di male in peggio quando Pilar viene portata via dall'Immigrazione e dalle autorità doganali, apparentemente a causa di Jack, il marito di Victoria, che fa la spia. Per girare il coltello nella piaga, nel frattempo, il colloquio di lavoro di Lee sembra diventare un incubo.